# タンジュ・チョラク
タンジュ・チョラク（トルコ語: Tanju Çolak、1963年11月10日 - ）は、トルコの元サッカー選手、現サッカー指導者。元トルコ代表。選手時代のポジションはFW。

## クラブ歴
サムスン生まれで、地元のサムスン・ヨルスポルの下部組織出身。1981年にサムスンスポルで選手となった。1985-86、1986-87シーズンに2シーズン連続のリーグ得点王に輝いた。
1987年夏にガラタサライSKに完全移籍。1987-88シーズンは39得点を記録し、ヨーロッパ全体での得点王に輝いたため、ヨーロッパ・ゴールデンシューを獲得した。その後、1990-91シーズンにもリーグ得点王に輝いた。
1991年にフェネルバフチェSKに完全移籍。1992-93シーズンに自身3チーム目、累計5回目の得点王に輝いた。
1993年にイスタンブールスポルに移籍したが、翌年1月にメルセデス・ベンツをアンカラに密輸した罪で4年8ヶ月の有罪判決が下され選手引退となった。
選手として合計240得点をあげ、メティン・オクタイの記録を打ち破った。この記録は後にハカン・シュキュルに抜かれたとはいえ、彼の出場試合数に対する得点レートでは0.8を超えており、これはオクタイと彼の二人しか達成できていない記録であり、依然としてトルコサッカー史上有数のストライカーである。

## 代表歴
1984年4月4日に行われたハンガリー代表との親善試合で代表初出場。合計31試合9得点の記録を残した。

## 選手引退後
出所した後にトルコU-15代表の監督を務めた他、スィイルトスポルでも監督を務めた。
2009年には民主主義者行動党公認でイスタンブール・ベイリクドュジュの市議会選挙に出馬したが落選した。2011年にも公正発展党公認でトルコ大国民議会選挙に出馬した。
その後はアダナ・デミルスポルでスポーツディレクターを務めた。

## 個人
弟のユセル・チョラクもサッカー選手。